# Гомесвестизм
Гомесвестизм — разновидность трансвестизма, сочетающаяся с фетишизмом, при которой сексуальное удовлетворение достигается при надевании одежды своего же пола, но принадлежащей другому человеку (как правило, знаменитости или объекта полового влечения).
Гомесвестизм может проявляться подражанием стилю одежды и внешности кумира. Такой фетишист может испытывать неодолимое стремление к обладанию предметами одежды, принадлежавшими этому человеку, к их ношению и мастурбации с ними. Гомесвестизм может приводить к совершению краж интересующих фетишиста предметов.
Кроме того, гомесвестизм может рассматриваться как проявление стремления подчеркнуть собственную половую идентификацию, подвергаемую подсознательному сомнению.